# Jefferson (Oregon)
Jefferson è una città degli Stati Uniti d'America, nella contea di Marion nello Stato dell'Oregon. Conta 3.098 abitanti.

## Storia
Jefferson, inizialmente nota come Conser's Ferry, fu non-ufficialmente fondata nel 1851. È situata sulla sponda nord del fiume Santiam, un miglio al di sotto del punto in cui si incontrano la foce nord e la foce sud del fiume, e nove miglia al di sopra della confluenza con il fiume Willamette.
Quando Jacob Conser si trasferì in quella che è l'attuale Jefferson, l'unica via di comunicazione che attraversava l'area era la strada per carovane che portava a Santiam City, una comunità che nel 1861 sarà completamente spazzata via da un'inondazione.
Conser costruì il suo traghetto per poter navigare il Santiam nel 1851. Successivamente si occupò di costruire a Jefferson anche una segheria, un centro per l'istruzione e un mulino.
Jacob Conser diventò prima un legislatore dello stato e successivamente un noto giudice della Contea di Marion.
Nel 1854 Conser costruì la Conser House, che fungeva sia da sua personale abitazione che da hotel. Numerosi notabili vi soggiornarono, inclusi il Generale Phil Sheridan e Ben Holiday, un noto costruttore di ferrovie. Successivamente la Conser House divenne la sede del Municipio di Jefferson; oggi è presente nel registro nazionale degli edifici storici e ospita la biblioteca pubblica di Jefferson.